# Vu Pin
Wu Bin (kínai: 吴彬, magyaros átírásban Vu Pin; 1937–) kínai harcművész, vusu (vusu)edző. Kína legsikeresebb vusu (wushu)edzőjének számít, mert minden más edzőnél több tanítványa nyert bajnokságot. Leghíresebb tanítványa Jet Li, aki ötszörös nemzeti bajnok volt még mielőtt filmes karrierje elkezdődött volna.

## Élete
10 évesen kezdett vusu (wushu)t tanulni, saját bevallása szerint azért, mert meg akarta verni a gyerektársait. 1963-ban végzett a pekingi testnevelési egyetem vusu (wushu) szakán és a Beijing Wushu Team edzője lett. Tízéves pályafutása alatt a csapat minden évben megnyerte a kínai bajnokságot, összesen 40 egyéni aranyérmet szereztek, ezt azóta sem tudta semelyik csapat felülmúlni.
1986 és 1992 között a Kínai Vusu (Wushu)kutató Intézet technikai osztályának vezetője volt, majd a Pekingi Vusu (Wushu)intézet igazgatója lett. Ezen kívül magas pozícióban dolgozik az Ázsiai Vusu (Wushu)szövetségnél és a Nemzetközi Vusu (Wushu)szövetségnél is.
Edzői és sportdiplomatai pályafutása mellett Pin (Bin) 18 könyvet is írt a harcművészettel kapcsolatban.
Jet Li visszaemlékezései szerint mestere edzői módszerei kemények és kíméletlenek voltak, és háromszor többet dolgoztatta őt, mint csoporttársait. Egyik visszaemlékezése szerint Pin (Bin) mester még akkor sem engedte pihenni, amikor eltört a lába: egész nap karerősítő gyakorlatokat kellett végeznie, ezer-kétezer ismétléssel.